# Platero (escultura)

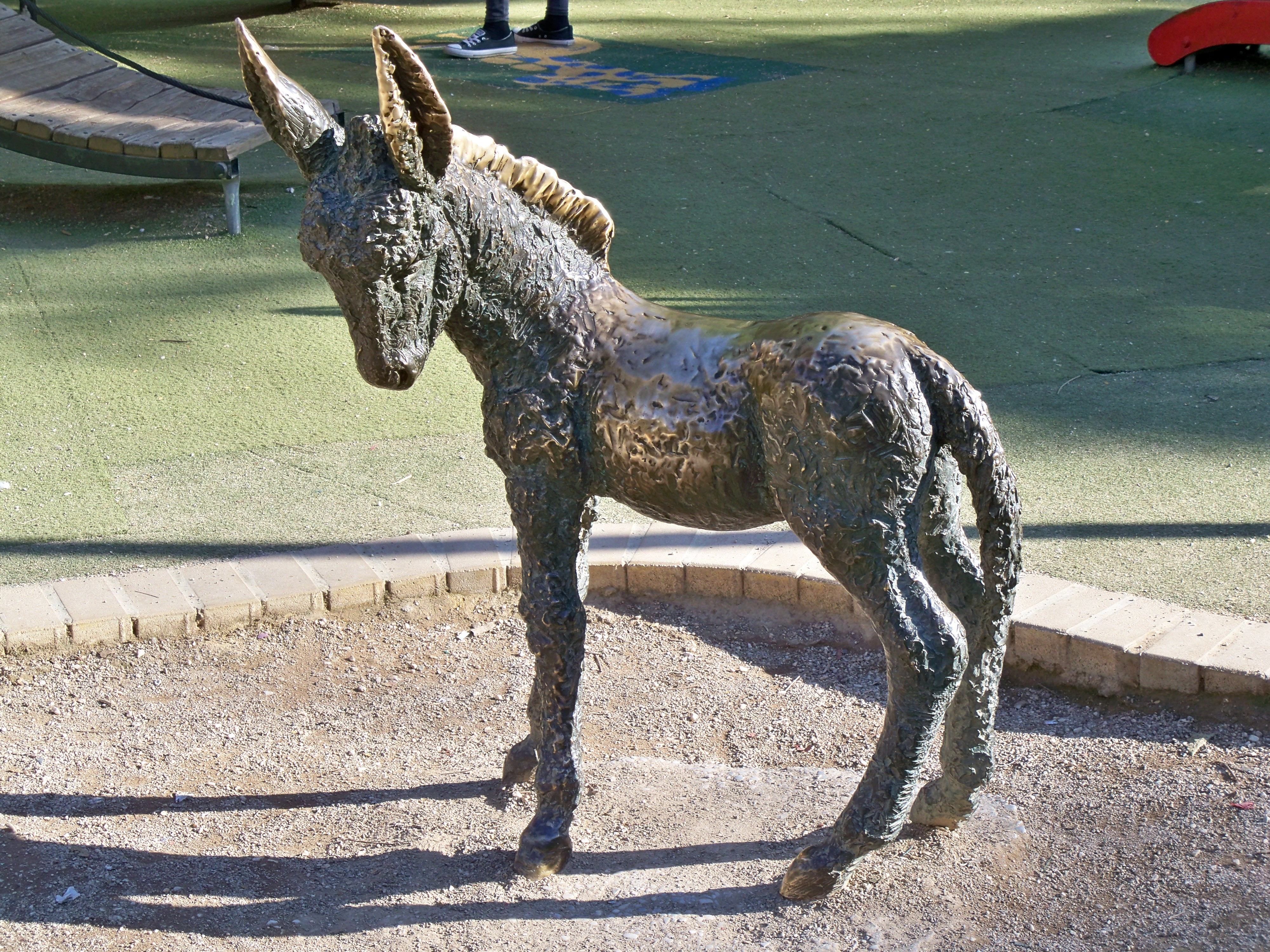
Escultura en el Parque de Málaga.

Platero es una escultura en bronce situada en una zona infantil del Parque de Málaga, en la ciudad homónima de España.
Representa al burro de la narración lírica Platero y yo (elegía andaluza) de Juan Ramón Jiménez. La escultura es obra de Jaime Fernández Pimentel, el mismo autor del Cenachero, de La Niña de Benalmádena y del Biznaguero. La obra fue concluida en 1968 y en diciembre de 2016 su última restauración.